# Русский дятел
«Русский дятел» (англ. The Russian Woodpecker) — документальный фильм 2015 года, режиссёром и продюсером которого выступил Чед Грасиа. Картина, основанная на расследовании эксцентричного украинского художника Фёдора Александровича о причинах Чернобыльской катастрофы, стал режиссёрским дебютом Грасиа. Премьера фильма состоялась 24 января 2015 года в рамках конкурса «Зарубежный документальный фильм» на кинофестивале «Сандэнс», где был удостоен Большого приза жюри.

## Сюжет
Фильм рассказывает об исследовании Фёдором Александровичем причин аварии на Чернобыльской АЭС и её потенциальной связи с сооружением в эпоху Холодной войны загоризонтной радиолокационной станции «Дуга». Его расследование было прервано в результате событий, связанных с Евромайданом в 2014 году, которые в конечном итоге привели к отстранению от власти президента Украины Виктора Януковича.

## Производство
Во время съёмок фильма оператор Артём Рыжиков был ранен снайперской пулей на Евромайдане, а его техника пришла в негодность. Два человека, бывшие тогда рядом с ним, погибли.

## Продвижение
Отрывок из фильма был опубликован в сети 20 января 2015 года.

## Критика

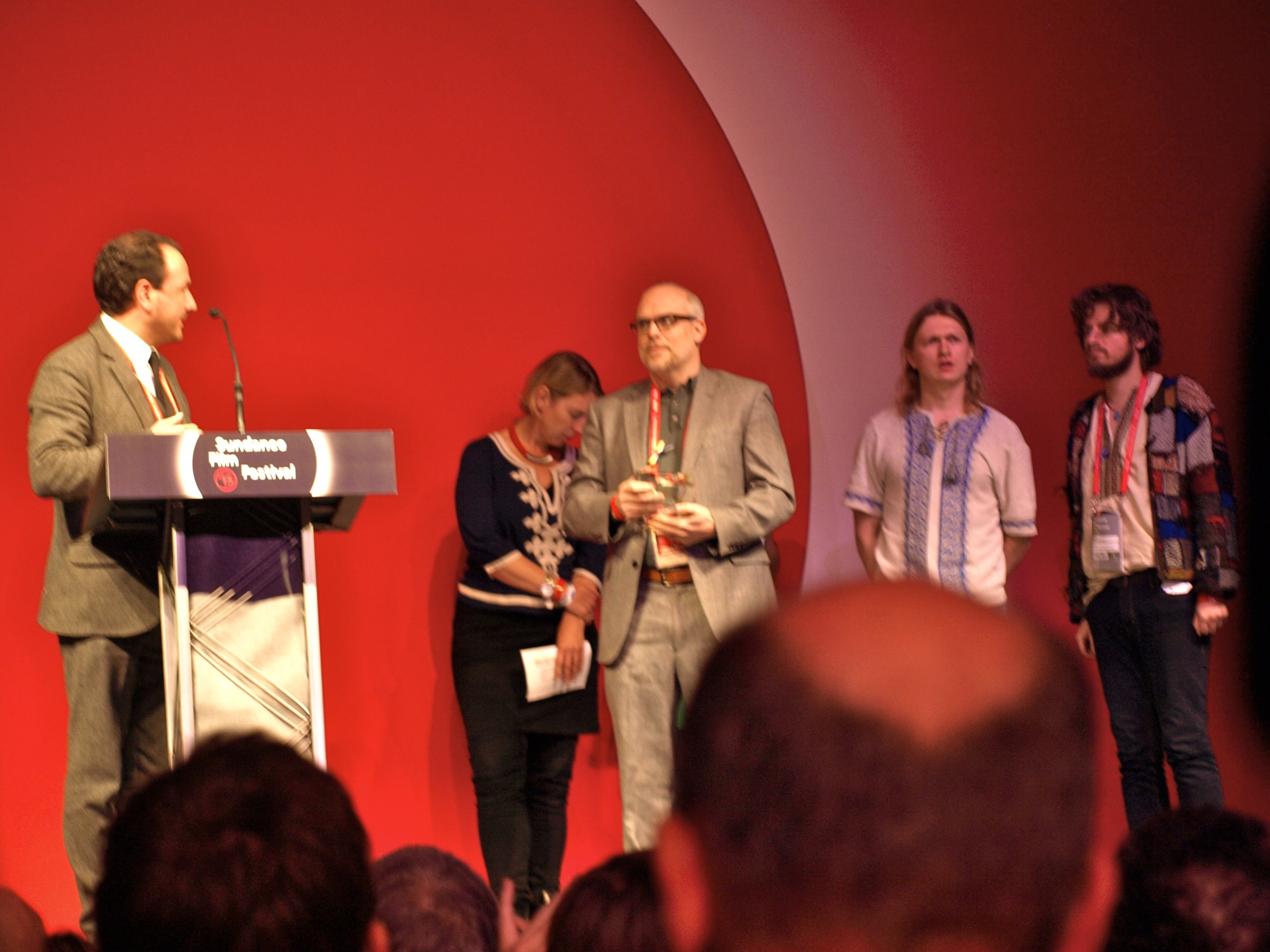
Продюсер Майк Лернер, режиссёр Чед Грасиа, оператор Артём Рыжиков и Фёдор Александрович на кинофестивале «Сандэнс» в 2015 году

«Русский дятел» получил положительные отзывы от большинства критиков. На агрегаторе рецензий Rotten Tomatoes фильм имеет рейтинг 96 % на основе 23 рецензий со средней оценкой 8,1 из 10. На Metacritic фильм получил рейтинг в 74 % на основании мнений 8 критиков, что соответствует общей оценке «в целом положительные отзывы».
Чарли Филлипс из The Guardian дал фильму четыре звезды из пяти, отметив, что «Грасиа блестяще сумел выразить леденящее душу предупреждение о том, к чему Путин и его агенты могут привести, предоставив Фёдору полную свободу в роли библейского пророка», поскольку «его фантазии столкнулись с реальной опасной политикой». Деннис Харви из Variety также положительно оценил картину.
С другой стороны, давший фильму оценку «C+» в своём обзоре для The A.V. Club Майк Д’Анджело оказался не в восторге от его центрального тезиса, охарактеризовав теорию заговора Александровича "с точки зрения правдоподобия [находящуюся] примерно на одном уровне с утверждением, что «Джордж Буш позволил „Аль-Каиде“ убить 3000 американцев… чтобы оправдать вторжение в Ирак». Д’Анджело также скептически отнёсся к включению в повествование событий Евромайдана, иронично отмечая, что «как будто Александрович и режиссёр Чед Грасиа используют этот реальный конфликт для отвлечения внимания зрителей от отсутствия конкретных доказательств, точно так же когда Александрович утверждает, что чернобыльская катастрофа была задумана как диверсия». Аналогичным негативным образом высказался о фильме Джереми Мэтьюз в своем обзоре для журнала Paste Magazine: «По мере того, как создатели фильма пытаются связать воедино нити чернобыльской катастрофы, паранойи времён Холодной войны и современного конфликта между Россией и Украиной, узлы [документального фильма] начинают развязываться». Историк Сергей Плохий, автор книги-расследования «Чернобыль. История ядерной катастрофы», привёл этот фильм в качестве «примера того, с какой лёгкостью конспирология искажает содержательные дебаты о Чернобыле».